# Vanylven
Vanylven este o comună din provincia Møre og Romsdal, Norvegia.